# معبد شيفا
معبد شيفا هو مجمع معبد شيفا يقع بالقرب من قصر العلم في منطقة مطرح في مسقط القديمة ، عمان. وهو أحد أقدم المعابد الهندوسية في منطقة الشرق الأوسط.  يحتفل المعبد بالعديد من المهرجانات الهندوسية مثل فاسانت بانشمي ورامنافمي وهانومان جايانتي وشرافان وغانيش شاتورثي. يزور المعبد أكثر من 20 ألف هندوسي خلال فترة مها شيفاراتري . 

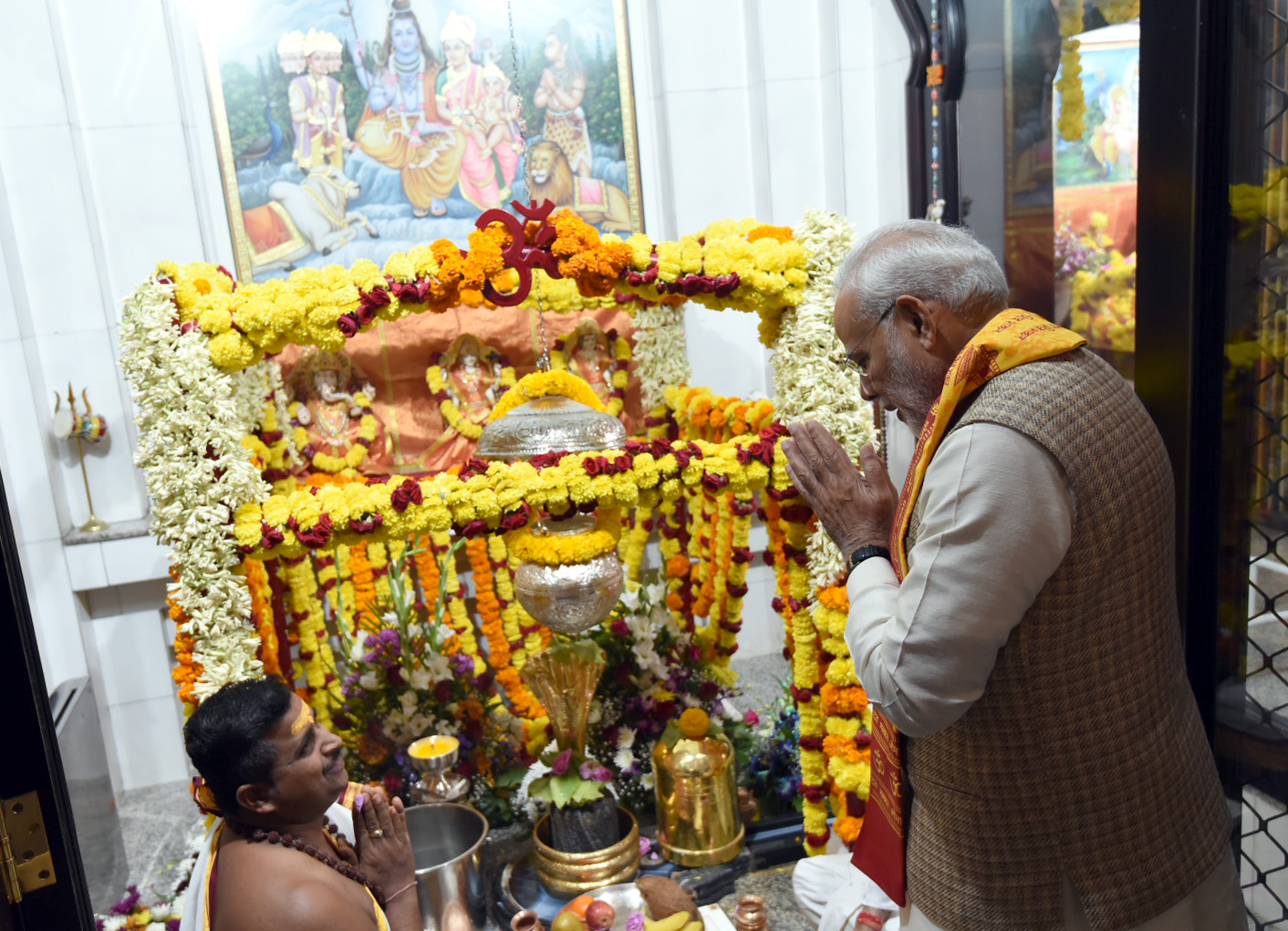
رئيس الوزراء الهندي ناريندرا مودي يؤدي أبهيشيكام في معبد شيفا في عام 2018